# АСТ Радотин
Атомна станція теплопостачання Радотин (іноді також Атомна електростанція Прага-Південь) — запланована атомна електростанція поблизу Праги в Радотині. Попередні проекти спочатку стосувалися будівництва атомної електростанції між районами Бранік і Модряни, але в середині 1970-х років заплановане будівництво було перенесено в Радотин.
З різних причин планування атомної електростанції спочатку було відкладено, а потім перенесено на атомну електростанцію. Після «оксамитової революції» проект не був реалізований.

## Історія та технічна інформація

### Витоки
В середині 1960-х років Державний інженерно-дослідний інститут у Празі підготував дослідження щодо використання атомних електростанцій як частини майбутнього теплопостачання Праги. Для довгострокового теплопостачання тоді планувалося будівництво класичних систем опалення на природному газі. Однак уже тоді було зрозуміло, що будівництво цих теплових електростанцій буде значно відстрочено, що відкриває можливість для будівництва атомної електростанції.
Паралельно з планами на півдні, місця для ядерного джерела тепла шукали також на заході Праги між районами Мотол і Радотин. Враховуючи те, що західна Прага забудована дуже рідко, а відстані між окремими населеними пунктами великі, розширення газової мережі було б технічно складним. З 1970 року постало питання про те, чи будуть центральні опалювальні установки відігравати роль у цій сфері та чи будуть також розглядатися ядерні джерела. З цієї причини в той час було цікавіше зосередитися більше на півдні. Розпорядження передбачало будівництво електростанції в районі Бранік-Модржани, оскільки до того часу теплове навантаження відповідно зросло б у результаті великих програм житлового будівництва.

### Адаптація реактора ВВЕР-440
До 1975 року планування електростанції було змінено, і західна частина міста мала бути забезпечена цією АЕС. З цим відбулася зміна розташування атомної електростанції, яка тепер планувалася в районі Радотин, прямо над злиттям річок Бероунка і Влтава. Оскільки постачання південно-східної частини Праги більше не відігравало ролі, існували довгострокові плани будівництва ще однієї атомної електростанції в районі Угржиневес, яка, однак, ніколи не досягла повної потужності етапу планування. Відпрацьоване тепло атомної електростанції Прага-Йих у Радотині мало бути використано для створення рекреаційної зони з басейнами та пляжами на 12-кілометровій ділянці річки Влтава. Але лише в обмеженому обсязі, тому що було рекомендовано використовувати зворотне охолодження для станції в Радотині. Це було досягнуто шляхом більшого нагрівання охолоджуючої води. Хоча в інших населених пунктах є проблема надходження тепла, щодо Влтави це є вирішенням іншої проблеми: внаслідок будівництва багатьох дамб вздовж річки вода Влтави сильно переохолоджується, що також негативно впливає на екосистему річки. Також обговорювалося використання відпрацьованого тепла для Голешовиць для опалення риборозплідників, тваринницьких ферм і теплиць.

### Атомна електростанція
Незважаючи на підтримку розширення котелень на природному газі, будівництво ядерних джерел тепла ще довго розглядалося. З 1988 року OKBM співпрацює з Energoprojekt Praha для розробки АСТ-200 на основі АСТ-500, який спочатку планувався для атомної електростанції Пльзень, але також розглядався для станції Радотин. Планування було завершено в 1991 році, але далі не було продовжено. Причиною були труднощі, які супроводжували будівництво більших систем АСТ-500, які будували одночасно на Воронезькій атомній електростанції та Горьківській атомній електростанції. 24 червня 1990 року було завершено розробку проекту АСТ-200 Пльзеньської АЕС. Після «оксамитової революції» ця концепція не була продовжена.

## Інформація про реактори
| Реактор   | Тип реактора | Продуктивність | Продуктивність | Початок будівництва              | Підключення до мережі            | Введення в експлуатацію          | Закриття |
| Реактор   | Тип реактора | Нетто          | Брутто         | Початок будівництва              | Підключення до мережі            | Введення в експлуатацію          | Закриття |
| --------- | ------------ | -------------- | -------------- | -------------------------------- | -------------------------------- | -------------------------------- | -------- |
| Радотин-1 | АСТ-200      | -              | 200 МВт        | Планування скасовано в 1990 році | Планування скасовано в 1990 році | Планування скасовано в 1990 році |          |
| Радотин-2 | АСТ-200      | -              | 200 МВт        | Планування скасовано в 1990 році | Планування скасовано в 1990 році | Планування скасовано в 1990 році |          |